# Valesca Popozuda
Valesca Reis Santos (née à Rio de Janeiro le 6 octobre 1978), plus connue sous son nom de scène Valesca Popozuda, est une chanteuse et danseuse brésilienne. Elle a été la chanteuse du groupe Gaiola das Popozudas (pt) entre 2000 et 2012, et est considérée comme l'une des précurseures du funk carioca au début des années 2000, avec Tati Quebra Barraco (pt).

## Biographie
Valesca Reis Santos grandit avec un beau-père violent dans le quartier d'Irajá.
En 1999, elle tombe enceinte de son manager Leandro Gomes et donne naissance à son fils Pablo.
Popozuda est connue pour avoir participé à l'avènement du funk carioca féminin dans les années 2000, ayant notamment rencontré le président Luiz Inácio Lula da Silva à deux reprises, en 2008 puis en 2009. Au cours de cette période, elle devient célèbre pour son style qui utilise beaucoup d'argot populaire.
Elle quitte le groupe Gaiola das Popozudas (pt) en 2012 pour se lancer en solo.
En 2014, le professeur Antônio Kubitschek de l'université de Brasilia soumet ses élèves à un sujet d'examen de philosophie consacré à l'analyse de paroles du tube Beijinho no Ombro, ce qui provoque un scandale,.
Outre le funk, Valesca s'est également fait connaître dans les médias brésiliens grâce à sa participation au carnaval. Elle a été la reine de la fanfare de l'école de samba Porto da Pedra en 2009 et 2010; de 2010 à 2012, à l'école de samba Águia de Ouro et Salgueiro; puis en 2013, à nouveau à l'école de samba de Porto da Pedra.

## Personnalité
Valesca Popozuda se dit féministe et s'exprime régulièrement en soutien à la communauté LGBT, à laquelle elle dédie des chansons comme Sou gay, et elle choisit de rendre sa bisexualité publique afin de participer à la visibilité du mouvement. Elle participe régulièrement aux marches des fiertés. La personnalité de Popozuda, qui se présente dans sa musique et ses clips comme une femme puissante, a été comparée à la figure de la pombajira (pt) par Florence Marie Dravet et Leandro Bessa Oliveira.
Popozuda utilise beaucoup les réseaux sociaux pour communiquer avec ses fans, qui s'appellent les popofãs.

## Singles
- Beijinho no Ombro (2013)
- Eu Sou a Diva que Você Quer Copiar (2014
- Sou Dessas (2015)
- Boy Magia (2016)

## Télévision
- 2011: A Fazenda 4
- 2016: Dança dos Famosos 13
- 2021: Ilha Record 1

## Liens
- Site officiel
- Ressources relatives à la musique :   - MusicBrainz
  - Songkick
- Ressource relative à l'audiovisuel :   - IMDb